# لوکسولیانیت

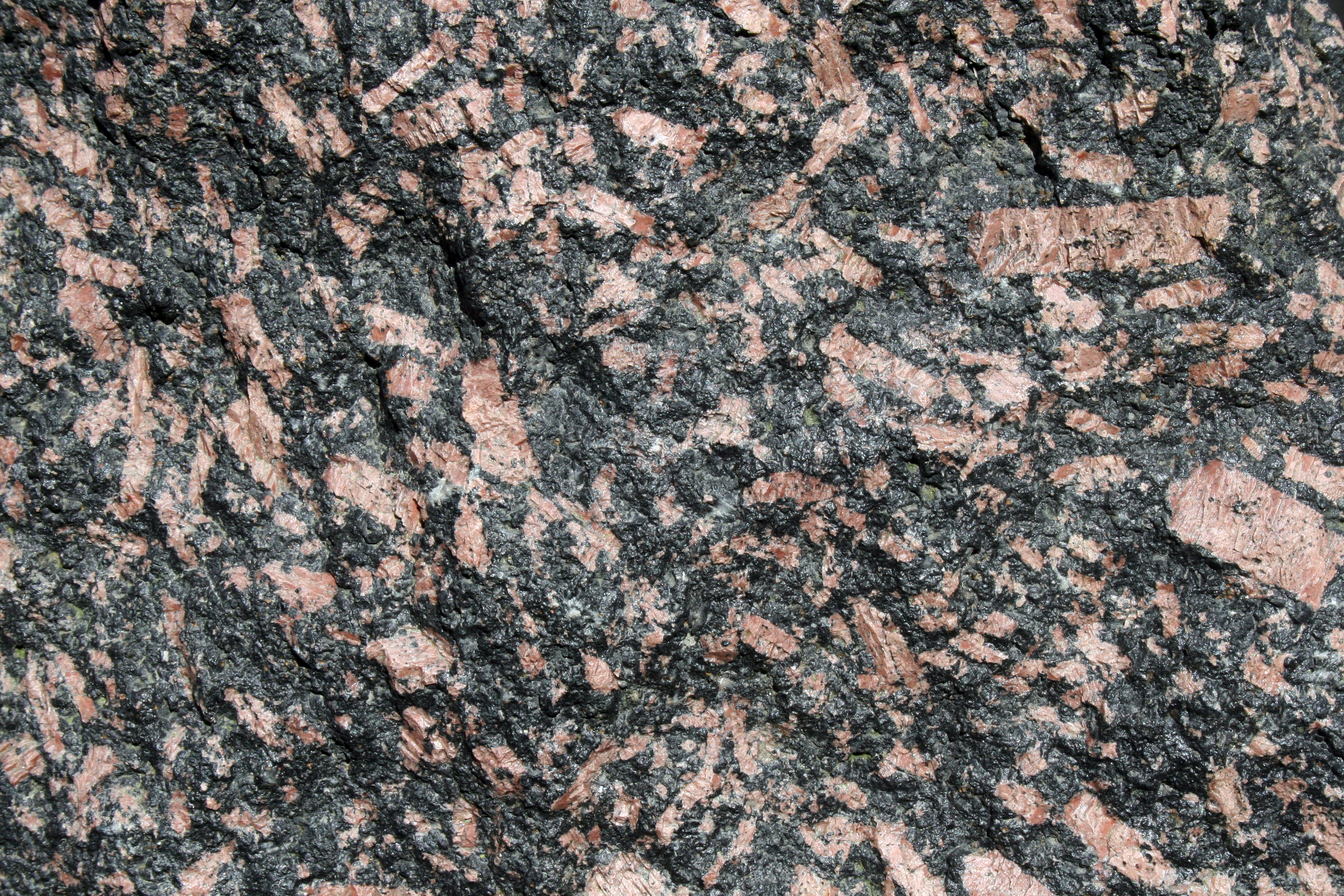
لوکسولیانیت از کورن‌وال، لکه‌های تیره تورمالین و بلورهای صورتی ارتوکلاز را نشان می‌دهد.

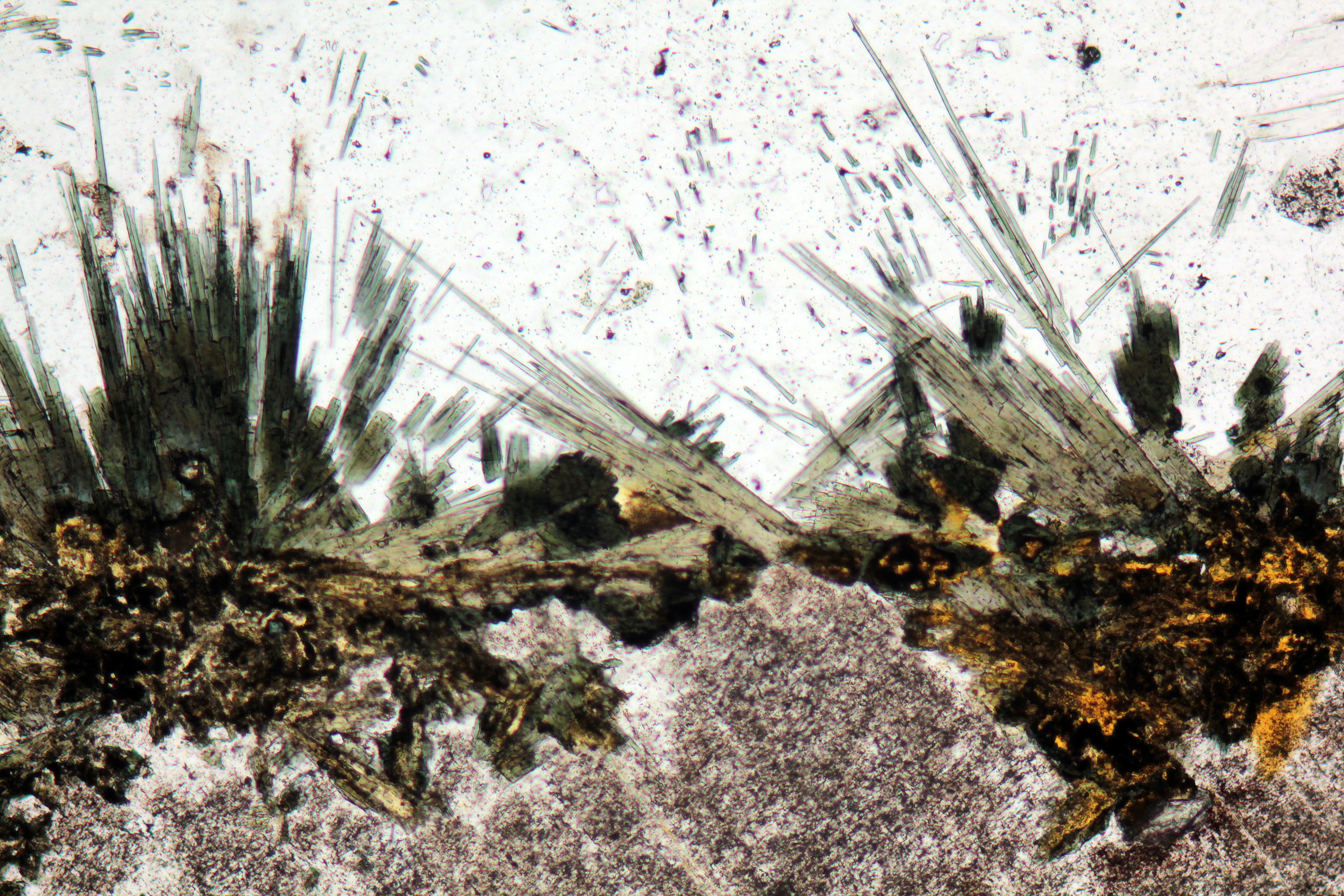
بخش نازکی از لوکسولیانیت از کورن‌وال، که خوشه‌هایی از کریستال‌های تورمالین به شکل شعاعی، سوزنی شکل و مایل به سبز را نشان می‌دهد.

لوکسولیانیت (Luxullianite، همچنین Luxulyanite با Luxulianite) یک نوع کمیاب از گرانیت پورفیری است که به دلیل وجود خوشه‌هایی از بلورهای تورمالین سوزنی‌شکل شعاعی که توسط فنوکریست‌های ارتوکلاز و کوارتز در خمیره‌ای از کوارتز، تورمالین، میکای قهوه‌ای، کاسیتریت محصور شده‌اند، قابل توجه است.
این نام از نام روستای لاکسولیان در کورن‌وال، انگلستان، که این نوع گرانیت در آن یافت می‌شود، نشات گرفته‌است. نمونه آن را می‌توان در بنای یادبود دوک ولینگتون در کلیسای جامع سنت پل در لندن مشاهده کرد.